# British National League (1954–1960)
Die British National League war eine von 1954 bis 1960 bestehende professionelle Eishockeyliga in Großbritannien. 
Die Liga entstand durch die Vereinigung der English National League und der Scottish National League. Beide Ligen litten unter zurückgehenden Teilnehmerzahlen, da vermehrt Eisbahnen geschlossen wurden. 
In der ersten Spielzeit nahmen elf Mannschaften an der BNL teil. Nach der Saison stellten einige Teams, vor allem in Schottland, den Spielbetrieb ein, so dass die BNL in der Folge nur noch fünf Mannschaften umfasste. 
1960 wurde die Liga aufgelöst. Meisterschaftsspiele gab es in der Folge nicht mehr, nur noch vereinzelte Pokalturniere. Erst 1966 nahm die Northern League in Schottland und Nord-England ihren Betrieb auf. Eine britische Liga gab es erst wieder 1982 mit der British Hockey League.

## Meister
- 1954/55 Harringay Racers
- 1955/56 Nottingham Panthers
- 1956/57 Wembley Lions
- 1957/58 Brighton Tigers
- 1958/59 Paisley Pirates
- 1959/60 Streatham Redskins

## Mannschaften und Platzierungen

### Saison 1954/55
1. Harringay Racers
2. Nottingham Panthers
3. Paisley Pirates
4. Falkirk Lions
5. Wembley Lions
6. Edinburgh Royals
7. Perth Panthers
8. Brighton Tigers
9. Fife Flyers
10. Dundee Tigers
11. Ayr Raiders

### 1955 bis 1960
| Mannschaft          | 55/56 | 56/57 | 57/58 | 58/59 | 59/60 |
| ------------------- | ----- | ----- | ----- | ----- | ----- |
| Brighton Tigers     | 4     | 3     | 1     | 3     | 3     |
| Harringay Racers    | 5     | 2     | 3     | –     | –     |
| Nottingham Panthers | 1     | 5     | 2     | 4     | 2     |
| Paisley Pirates     | 3     | 4     | 5     | 1     | 4     |
| Streatham           | –     | –     | –     | –     | 1     |
| Wembley Lions       | 2     | 1     | 4     | 2     | 5     |